# Código Orgánico de Tribunales
El Código Orgánico de Tribunales (COT o C. O. T.) es el cuerpo legal chileno que regula la organización y atribuciones de los tribunales de justicia integrantes del Poder Judicial, así como el estatuto y funciones de los auxiliares de la administración de justicia. 
Fue aprobado mediante la Ley n.º 7421, promulgada el 15 de junio de 1943 y publicada el 9 de julio del mismo año. Entró en vigencia el 9 de julio de 1943, reemplazando a la Ley de Organización y Atribuciones de los Tribunales de 1875.
Conjuntamente con el Código de Procedimiento Civil, el Código Procesal Penal y el Código de Justicia Militar, es uno de los cuatro grandes códigos procesales vigentes en Chile. De los cuatro es, también, el que contiene el grueso de las disposiciones sobre Derecho procesal orgánico en Chile.

## Antecedentes
Desde la independencia de Chile, los gobernantes debieron preocuparse de reorganizar por completo la institucionalidad política, adaptándola a las necesidades y principios propios de un Estado republicano, y esto conllevó la renovación del Poder Judicial. El órgano superior de administración de justicia era la Real Audiencia, que en Chile fue suprimida en 1811. La Constitución de 1818, y posteriormente las de 1823 y 1828, sentaron las bases para la organización de un Poder Judicial, estableciendo un tribunal supremo y cámaras de apelaciones, núcleo de lo que después será la Corte Suprema de Chile y las Cortes de Apelaciones, respectivamente.
Sin embargo, no hubo una ley que rigiera de manera sistemática y ordenada la institucionalidad de los tribunales de justicia en Chile, sino hasta el año 1875. El 15 de octubre de dicho año, fue promulgada la Ley de Organización y Atribuciones de los Tribunales, y que entró en vigencia el 1 de marzo de 1876. Este se basó preferentemente en la obra del jurista Francisco Vargas Fontecilla, quien, comisionado por el gobierno de don José Joaquín Pérez, publicó en 1864 un "Proyecto de Lei de Organización i Atribuciones de los Tribunales" (sic). Sobre este proyecto trabajaron dos comisiones, entre 1864 y 1869, y entre 1869 y 1874, para llevar a cabo el proyecto definitivo, y en el cual tuvo un peso importante el jurista José Bernardo Lira. La comisión de 1864 estuvo integrada por Alejandro Reyes, José Valenzuela, Julián Riesco, Francisco Vargas Fontecilla, José Victorino Lastarria, Domingo Santa María y don Cosme Campiño, siendo secretario Manuel Amunátegui; también participaron Gabriel Ocampo, Gregorio Amunátegui, José Bernales, Jorge Huneeus, Marcial Martínez, Francisco Ugarte, Vicente Sanfuentes y el ya mencionado José Bernardo Lira.

## Historia
El Código Orgánico de Tribunales es una verdadera refundición de la Ley de Organización y Atribuciones de los Tribunales de 1875. Para ello, el Presidente Juan Antonio Ríos comisionó a la Universidad de Chile, en el año 1942, para que estudiara una reforma a la ley de 1875. La Universidad designó entonces a una comisión para el trabajo, integrada por Fernando Alessandri, Humberto Trueco, Darío Benavente, Manuel Urrutia Salas, Alberto Echavarría, Jaime Galté, Luis Varas Gómez y Víctor García Garzena. El Secretario de Comisión fue el por entonces ayudante del Seminario de Derecho Privado de esta Facultad, Patricio Aylwin Azocar, quien, cerca de medio siglo después, llegaría a ser Presidente de Chile (1990-1994). Según informe de Arturo Alessandri Rodríguez al Presidente Ríos, se utilizaron como base los siguientes anteproyectos:
- Uno general de Fernando Alessandri, basado fuertemente en la obra "La Ley de Organización y Atribuciones de los Tribunales, de 15 de octubre de 1875, las disposiciones que la modifican y complementan", de Luis Varas Gómez y Víctor García Garzena.
- Uno específico sobre las Cortes de Apelaciones, preparado por el mencionado Víctor García Garzena.
- Uno específico sobre los árbitros, preparado por Patricio Aylwin.

El proyecto fue finalmente promulgado por el entonces Presidente Juan Antonio Ríos, el 15 de junio de 1943.
Existe una continuidad de materias que va desde el proyecto de Francisco Vargas Fontecilla, de 1864, pasando por la Ley de Organización y Atribuciones de los Tribunales de 1875, hasta desembocar en el moderno Código Orgánico de Tribunales, que permite concluir que este último cuerpo legal sigue, en líneas generales, las ideas propuestas por Vargas Fontecilla.

## Estructura
El Código Orgánico de Tribunales se divide en 18 títulos, 17 de ellos numerados, más un título final. El índice es el siguiente:
- Título I. DEL PODER JUDICIAL Y DE LA ADMINISTRACIÓN DE JUSTICIA EN GENERAL (arts. 1° a 13).
- Título II. De los juzgados de garantía y de los tribunales de juicio oral en lo penal.[10]
  - Párrafo 1°. De los juzgados de garantía. (Arts. 14 a 16).
  - Párrafo 2°. De los tribunales del juicio oral en lo penal.
  - Párrafo 3°. Del Comité de Jueces.
  - Párrafo 4°. Del Juez Presidente de Comité de Jueces.
  - Párrafo 5°. De la organización administrativa de los juzgados de garantía y de los tribunales del juicio oral en lo penal.
- Título III. DE LOS JUECES DE LETRAS
- Título IV. DE LOS PRESIDENTES Y MINISTROS DE CORTE COMO TRIBUNALES UNIPERSONALES
- Título V. LAS CORTES DE APELACIONES
  - 1. Su organización y atribuciones.
  - 2. Los acuerdos de la Corte de Apelaciones.
  - 3. Los Presidentes de las Cortes de Apelaciones.
- Título VI. LA CORTE SUPREMA
  - 1. Su organización y atribuciones.
  - 2. El Presidente de la Corte Suprema.
- Título VII. LA COMPETENCIA
  - 1. Reglas generales.
  - 2. Reglas que determinan la cuantía de las materias judiciales.
  - 3. Supresión del fuero personal en algunos negocios judiciales.
  - 4. Reglas que determinan la competencia en materias civiles entre tribunales de igual jerarquía.
  - 5. Reglas que determinan la competencia en materias criminales entre tribunales de igual jerarquía.
  - 6. Reglas sobre competencia civil de los tribunales en lo criminal.
  - 7. Reglas que determinan la distribución de causas en aquellas comunas o agrupación de comunas en cuyo territorio existan dos o más jueces con igual competencia.
  - 8. De la prórroga de competencia.
  - 9. De la competencia para fallar en única o primera instancia.
  - 10. De los tribunales que deben conocer en las contiendas y cuestiones de competencia.
  - 11. De la implicancia y recusación de los jueces y de los abogados integrantes.
- Título VIII. DE LA SUBROGACIÓN E INTEGRACIÓN
- Título IX. DE LOS JUECES ÁRBITROS
- Título X. DE LOS MAGISTRADOS Y DEL NOMBRAMIENTO Y ESCALAFÓN DE LOS FUNCIONARIOS JUDICIALES
  - 1. Calidades en que pueden ser nombrados los jueces.
  - 2. Requisitos, inhabilidades e incompatibilidades.
  - 3. De los nombramientos y del escalafón de los funcionarios judiciales.
    - 1) Escalafón Primario.
    - 2) Escalafón Secundario.
    - 3) Formación del Escalafón y calificación del personal.
    - 4) Los nombramientos.
    - 5) Escalafón del personal de empleados u oficiales de secretaría.

  - 4. De la instalación de los jueces.
  - 5. De los honores y prerrogativas de los jueces.
  - 6. De las permutas y traslados.
  - 7. De los deberes y prohibiciones a que están sujetos los jueces.
  - 8. De la responsabilidad de los jueces.
  - 9. La expiración y suspensión de las funciones de los jueces. De las licencias.
- Título XI. LOS AUXILIARES DE LA ADMINISTRACIÓN DE JUSTICIA
  - 1. Fiscalía judicial.
  - 2. Los Defensores Públicos.
  - 3. Los Relatores.
  - 4. Los Secretarios.
  - 4bis. Los administradores de tribunales con competencia en lo criminal.[11]
  - 5. Los receptores.
  - 6. De los Procuradores y especialmente de los Procuradores del Número.
  - 7. Los Notarios (Arts. 399-445).
    - 1) Su organización (Arts. 399-402).
    - 2) De las escrituras públicas (Arts. 403-414).
    - 3) De las protocolizaciones (Arts. 415-420).
    - 4) De las copias de escrituras públicas y documentos protocolizados y de los documentos privados (Arts. 421-425).
    - 5) De la falta de fuerza legal de las escrituras, copias y testimonios notariales (Arts. 426-428).
    - 6) De los libros que deban llevar los notarios (Arts. 429-439).
    - 7) De las infracciones y sanciones (Arts. 440-445).

  - 8. Los Conservadores.
  - 9. Los Archiveros.
  - De los Consejos Técnicos (Art. 457).[12][13]
  - 11. Los Bibliotecarios Judiciales (Art. 457 bis).
- Título XII. DISPOSICIONES GENERALES APLICABLES A LOS AUXILIARES DE LA ADMINISTRACIÓN DE JUSTICIA
  - 1. Nombramiento, requisitos, inhabilidades e incompatibilidades.
  - 2. Juramento e instalación.
  - 3. Obligaciones y prohibiciones.
  - 4. De las implicancias y recusaciones.
  - 5. De su remuneración y de su previsión.
  - 6. Suspensión y expiración de funciones. De las licencias.
- Título XIII. DE LOS EMPLEADOS U OFICIALES DE SECRETARÍA
- Título XIV. LA CORPORACIÓN ADMINISTRATIVA DEL PODER JUDICIAL
- Título XV. LOS ABOGADOS
- Título XVI. DE LA JURISDICCIÓN DISCIPLINARIA Y DE LA INSPECCIÓN Y VIGILANCIA DE LOS SERVICIOS JUDICIALES
  - 1. Las facultades disciplinarias.
  - 2. De las visitas.
  - 3. Estados y publicaciones.
- Título XVII. DE LA ASISTENCIA JUDICIAL Y DEL PRIVILEGIO DE POBREZA
- Título Final. DISPOSICIONES DEROGADAS POR LA LEY DE ORGANIZACIÓN Y ATRIBUCIONES DE LOS TRIBUNALES, DE 15 DE OCTUBRE DE 1875
- Prosigue una parte adicional, no numerada con título, referente a la disposición transitoria, con 14 artículos, cuyo último es el artículo 16.[14]

## Naturaleza
El artículo 77 de la Constitución Política de Chile dice en su inciso primero: "Una ley orgánica constitucional determinará la organización y atribuciones de los tribunales que fueren necesarios para la pronta y cumplida administración de justicia en todo el territorio de la República. La misma ley señalará las calidades que respectivamente deban tener los jueces y el número de años que deban haber ejercido la profesión de abogado las personas que fueren nombradas ministros de Corte o jueces letrados". Por tanto, deberíamos concluir que el Código Orgánico de Tribunales, que es justamente la ley que regula estas materias, tiene rango de ley orgánica constitucional.
Sin embargo, como el Código Orgánico de Tribunales entró en vigencia antes que la Constitución de 1980, podría entenderse que no es válido de acuerdo a la actual normativa constitucional. Frente a eso, procede aplicar la disposición cuarta transitoria de la mencionada Constitución, que dice: "Se entenderá que las leyes actualmente en vigor sobre materias que conforme a esta Constitución deben ser objeto de leyes orgánicas constitucionales o aprobadas con quórum calificado, cumplen estos requisitos y seguirán aplicándose en lo que no sean contrarias a la Constitución, mientras no se dicten los correspondientes cuerpos legales".
De ambas normas debe concluirse, entonces, que el Código Orgánico de Tribunales, pese a no haber sido aprobado de acuerdo a los procedimientos prescritos para las leyes orgánicas constitucionales, tiene rango de tal por así disponerlo la propia Constitución.

### Bases constitucionales del Código
La Constitución de 1925 facultaba al Congreso Nacional para dictar una norma relativa a la organización, atribuciones y funcionamiento de los tribunales.

Artículo 81.- Una lei especial determinará la organización y atribuciones de los Tribunales que fueren necesarios para la pronta y cumplida administración de justicia en todo el territorio de la República.
Sólo en virtud de una lei podrá hacerse innovación en las atribuciones de los Tribunales o en el número de sus individuos.
Capítulo VII. Poder Judicial, Constitución Política de la República de Chile de 1925

La Constitución vigente dispone en su artículo 77:

Artículo 77.- Una ley orgánica constitucional determinará la organización y atribuciones de los tribunales que fueren necesarios para la pronta y cumplida administración de justicia en todo el territorio de la República. La misma ley señalará las calidades que respectivamente deban tener los jueces y el número de años que deban haber ejercido la profesión de abogado las personas que fueren nombradas ministros de Corte o jueces letrados.
La ley orgánica constitucional relativa a la organización y atribuciones de los tribunales, sólo podrá ser modificada oyendo previamente a la Corte Suprema de conformidad a lo establecido en la ley orgánica constitucional respectiva.
La Corte Suprema deberá pronunciarse dentro del plazo de treinta días contados desde la recepción del oficio en que se solicita la opinión pertinente.
Sin embargo, si el Presidente de la República hubiere hecho presente una urgencia al proyecto consultado, se comunicará esta circunstancia a la Corte.
En dicho caso, la Corte deberá evacuar la consulta dentro del plazo que implique la urgencia respectiva.
Si la Corte Suprema no emitiere opinión dentro de los plazos aludidos, se tendrá por evacuado el trámite.
La ley orgánica constitucional relativa a la organización y atribuciones de los tribunales, así como las leyes procesales que regulen un sistema de enjuiciamiento, podrán fijar fechas diferentes para su entrada en vigencia en las diversas regiones del territorio nacional. Sin perjuicio de lo anterior, el plazo para la entrada en vigor de dichas leyes en todo el país no podrá ser superior a cuatros años.
Capítulo VI. Poder Judicial, Constitución Política de la República de Chile de 1980

Lo importante de esta última es la determinación de que tales materias sean reguladas mediante una Ley Orgánica Constitucional la que, según el artículo 66 de la Constitución, requiere de 4/7 de los miembros del Congreso en ejercicio para su aprobación, aparte de la imposibilidad para ser modificado por un Decreto con Fuerza de Ley (DFL), según el artículo 64, o sea, es una ley de procedimiento agravado.
El Código Orgánico de Tribunales es, originalmente, anterior a la Constitución Política de la República de 1980, situación prevista por la misma carta fundamental

CUARTA.- Se entenderá que las leyes actualmente en vigor sobre materias que conforme a esta Constitución deben ser objeto de leyes orgánicas constitucionales o aprobadas con quórum calificado, cumplen estos requisitos y seguirán aplicándose en lo que no sean contrarias a la Constitución, mientras no se dicten los correspondientes cuerpos legales.
Disposiciones Transitorias, Constitución Política de la República de Chile de 1980

## Ámbito de aplicación

### Dentro del territorio de la República
Este Código se aplica a todos los tribunales que conforman el Poder Judicial de Chile, sean ordinarios o especiales, y les entrega "el conocimiento de todos los asuntos judiciales que se promuevan dentro del territorio de la República, cualquiera que sea su naturaleza o la calidad de las personas que en ellos intervengan, sin perjuicio de las excepciones que establezcan la Constitución y las leyes".

#### Extensión respecto de las materias
Los asuntos judiciales a que pueden referirse, son:
- Causas civiles y criminales (entendiéndose como civiles, todas aquellas que no son criminales), o sea, procedimientos contenciosos,[21] sin necesidad de ley especial, aparte del Código Orgánico de Tribunales mismo. Esta facultad es exclusiva, y por lo tanto, corresponde solo a los tribunales que establece la ley, y a ninguna otra autoridad política, o particular.
- Actos no contenciosos en que la ley reclama su intervención[22] Aquí la norma es la inversa: mientras que en los asuntos contenciosos tienen plena potestad para intervenir, en los asuntos no contenciosos se requiere ley expresa que los autorice para ello.
- Aplicación de facultades económicas, conservadoras y disciplinarias.[23]

A su vez, estas facultades encuentran su límite en las atribuciones de otras autoridades ajenas al Poder Judicial.

#### Extensión respecto de los tribunales
Respecto de los tribunales a quienes se hace extensivas las normas del Código Orgánico de Tribunales, son los siguientes:
- Tribunales ordinarios dentro del Poder Judicial.[25] Estos se rigen íntegramente por las disposiciones del Código Orgánico de Tribunales.
  - Corte Suprema.
  - Cortes de Apelaciones.
  - Presidentes de Corte.
  - Ministros de Corte.
  - Tribunales de juicio oral en lo penal.
  - Juzgados de letras.
  - Juzgados de garantía.
- Tribunales especiales dentro del Poder Judicial.[26] Estos se rigen por las disposiciones de sus respectivas leyes especiales, y se les aplica el Código Orgánico de Tribunales tan solo cuando dichas leyes especiales se refieren específicamente a este.
  - Juzgados de Familia.
  - Juzgados del Trabajo.
  - Juzgados de Cobranza Laboral y Previsional.
  - Tribunales militares en tiempos de paz.
- Tribunales especiales fuera del Poder Judicial.[27] A estos se les aplican las disposiciones generales del Código Orgánico de Tribunales.
- Jueces árbitro.[28] A estos se les aplica el Título IX del Código en comento.[29]

### Fuera del territorio de la República
Aunque el Código Orgánico de Tribunales, así como todo el resto de la legislación chilena, sigue el principio de territorialidad de la ley, este Código contempla algunas situaciones de extraterritorialidad, esto es, de circunstancias en las que se aplicará este Código a situaciones que ocurren fuera de los límites del territorio de la República. Estas situaciones son contempladas en el artículo 6° del COT, que dice: "Quedan sometidos a la jurisdicción chilena los crímenes y simples delitos perpetrados fuera del territorio de la República que a continuación se indican".
Los delitos que se enumeran a continuación son las siguientes:
1. Los cometidos por un agente diplomático o consular de la República, en el ejercicio de sus funciones.
2. La malversación de caudales públicos, fraudes y exacciones ilegales, la infidelidad en la custodia de documentos, la violación de secretos, el cohecho, cometidos por funcionarios públicos chilenos o por extranjeros al servicio de la República.
3. Los que van contra la soberanía o la seguridad exterior del Estado, perpetrados ya sea por chilenos naturales, ya por naturalizados, y los contemplados en el Párrafo 14 del Título VI del Libro II del Código Penal, cuando ellos pusieren en peligro la salud de los habitantes de la República.
4. Los cometidos, por chilenos o extranjeros, a bordo de un buque chileno en alta mar, o a bordo de un buque chileno de guerra surto en aguas de otra potencia.
5. La falsificación del sello del Estado, de moneda nacional, de documentos de crédito del Estado, de las Municipalidades o de establecimientos públicos, cometida por chilenos o por extranjeros que fueren habidos en el territorio de la República.
6. Los cometidos por chilenos contra chilenos si el culpable regresa a Chile sin haber sido juzgado por la autoridad del país en que delinquió.
7. La piratería.
8. Los comprendidos en los tratados celebrados con otras potencias.
9. Los sancionados por el Título I del Decreto N° 5.839, de 30 de septiembre de 1948, que fijó el texto definitivo de la Ley de Defensa Permanente de la Democracia, cometidos por chilenos o por extranjeros al servicio de la República.[30]
10. Los sancionados en los artículos 366 quinquies,[31] 367[32] y 367 bis N° 1,[33] del Código Penal, cuando pusieren en peligro o lesionaren la indemnidad o la libertad sexual de algún chileno o fueren cometidos por un chileno o por una persona que tuviere residencia habitual en Chile; y el contemplado en el artículo 374 bis, inciso primero,[34] del mismo cuerpo legal, cuando el material pornográfico objeto de la conducta hubiere sido elaborado utilizando chilenos menores de dieciocho años.

## Reformas
Entre las reformas legales al Código Orgánico de Tribunales, más destacadas, se pueden mencionar:
- La Ley 18.776, del año 1989, suprimió los jueces de distrito y subdelegación, y el Título II, que se refería a ellos, fue por consiguiente derogado.
- La Ley 19.374, del año 1995, introdujo modificaciones en el régimen del recurso de queja, para hacerlo más estricto, y de esta manera favorecer la interposición en su lugar del recurso de casación.
- Con la Reforma Procesal Penal, se incorporaron al texto del Código Orgánico de Tribunales los nuevos tribunales del juicio oral en lo penal, y los juzgados de garantía, al tiempo que se suprimieron los antiguos Juzgados del Crimen.

## Leyes procesales orgánicas fuera del Código
En Chile, la proliferación de distintos nuevos tribunales ha hecho que alrededor del Código Orgánico del Tribunales hayan ido surgiendo nuevas leyes que se refieren a la organización de otros tribunales distintos. Por lo tanto, para buscar la normativa aplicable a estos, es necesario acudir a su ley especial primero, y al Código Orgánico de Tribunales tan solo en subsidio. Así, con el paso del tiempo, el Código Orgánico de Tribunales ha ido perdiendo amplitud, sobrepasada por la dinámica institucional de la organización judicial chilena.
Entre estas leyes podemos contar:
- Ley de Tribunales de Familia de Chile. La Ley N° 19968 regula todo lo referente a los Juzgados de Familia, que en Chile entraron en vigencia en octubre de 2005.
- Código del Trabajo (Título V). El Título V del Código del Trabajo regula la organización y atribuciones de los Juzgados de Letras del Trabajo, así como las normas relativas al procedimiento laboral.
- Código de Justicia Militar. En este se regulan las Cortes Marciales y los tribunales militares tanto en tiempo de paz como en tiempo de guerra.
- Ley de Organización y Atribuciones de los Juzgados de Policía Local (Nº 15.231). En ésta se regula la orgánica de los Juzgados de Policía Local, que no forman parte del Poder Judicial pero están sujetos a la supervigilancia de las Cortes de Apelaciones. En cuanto a su procedimiento, se rigen por la Ley 18.287.
- DL 211 de 1973 de Libre Competencia: En este decreto ley se establece el Tribunal de Defensa de la Libre Competencia (anteriormente Comisión Resolutiva), que no forma parte del Poder Judicial pero está sujeto a la supervigilancia de la Corte Suprema.
- Ley 19.039 de Propiedad Industrial: establece el Tribunal de Propiedad Industrial (anteriormente Departamento de propiedad Industrial del Ministerio de Economía), que no forma parte del Poder Judicial pero está sujeto a la supervigilancia de la Corte Suprema.
- Ley 19.886 de Bases sobre Contratos Administrativos: establece el Tribunal de Contratación Pública, que no forma parte del Poder Judicial pero está sujeto a la supervigilancia de la Corte Suprema.
- Ley 20.600 de Tribunales Ambientales: establece los Tribunales Ambientales, que no forman parte del Poder Judicial pero está sujeto a la supervigilancia de la Corte Suprema.
- Ley 20.322 de Perfección de la Legislación Tributaria y Aduanera: establece los Tribunales Tributarios y Aduaneros, que no forman parte del Poder Judicial pero está sujeto a la supervigilancia de la Corte Suprema.